# 한민영
한민영(본명: 김혜민, 1988년 1월 14일~)은 대한민국의 레이싱 모델이다.

## 경력

### 레이싱모델 경력
- 2019년 - 경기국제보트쇼 보트코리아 포즈모델
- 2019년 - 서울모터쇼 CN모터스 레이싱모델
- 2018년 - 서울오토살롱 제이에스오토스 레이싱모델
- 2017년 - 서울오토살롱 본부 레이싱모델
- 2016년 - 서울오토살롱 레이싱모델
- 2015년 - 서울오토살롱 레이싱모델
- 2015년 - 서울모터쇼 디트로이트 일렉트릭 레이싱모델
- 2015년 - KIC 오프로드 그랑프리 레이싱모델
- 2014년 - 미스디카 아웃도어 모터쇼 레이싱모델
- 2014년 - 아시안 르망 시리즈 레이싱모델
- 2014년 - 부산국제모터쇼 튜닝 페스티벌 레이싱모델
- 2014년 - 서울오토살롱 레이싱모델

## 수상
- 2014년 - 제3회 한국 레이싱모델 어워즈 베스트 포토제닉상
- 2015년 - 제4회 한국 레이싱모델 어워즈 올해의 모터쇼 우수모델상

## 사진

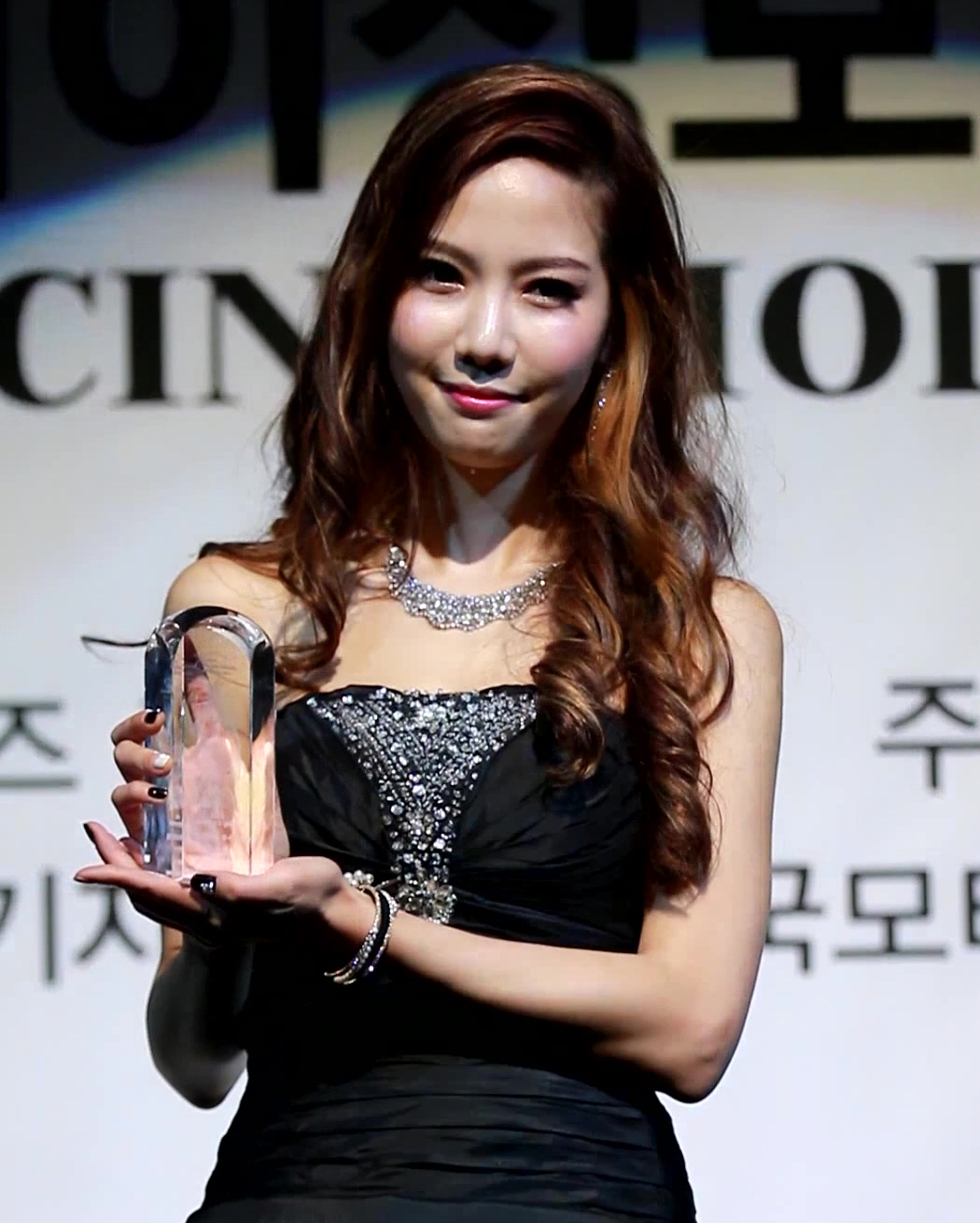
한국레이싱모델어워즈에서